# Seznam představitelů městské části Brno-Kníničky
Seznam představitelů městské části Brno-Kníničky.

## Starostové do roku 1945
| Ve funkci                 | Jméno           | Poznámky              |
| ? – ?                     | Josef Slatina   | č. 22, první starosta |
| ? – ?                     | Vavřinec Machat | č. 50                 |
| ? – ?                     | Matěj Jelínek   | č. 8                  |
| ? – ?                     | Josef Vrzal     | č. 7                  |
| 1877 – 1895               | Josef Jelínek   | č. 8                  |
| 1895 – 1898               | Josef Jelínek   | č. 28                 |
| 1898 – 1901               | Jan Vrzal       | č. 57                 |
| 1901 – 1904               | Josef Jelínek   | č. 8                  |
| 1904 – 1. 7. 1919         | Stanislav Vrzal | č. 7                  |
| 1. 7. 1919 – 12. 10. 1923 | Stanislav Vrzal | č. 7                  |
| 12. 10. 1923 – 1927       | Stanislav Vrzal | č. 7                  |
| 1927 – ?                  | Stanislav Vrzal | č. 7                  |

## Starostové po roce 1989
| Ve funkci                   | Jméno               | Strana                                                                                   |
| 1990 – 1994                 | ing. Zdeněk Cibulka |                                                                                          |
| 1994 – 1998                 | Jarmila Kubátová    | BEZPP – SNK                                                                              |
| 1998 – 2002                 | Jarmila Kubátová    | BEZPP – SNK                                                                              |
| 2002 – 2006                 | Jarmila Kubátová    | BEZPP – SNK                                                                              |
| listopad 2006 – 8. 11. 2010 | Bc. Martin Žák      | SNK ED (volby r. 2006) TOP 09 (do r. 2014) BEZPP – SNK za Kníničky (volby r. 2014, 2018) |
| 8. 11. 2010 – 10. 11. 2014  | Bc. Martin Žák      | SNK ED (volby r. 2006) TOP 09 (do r. 2014) BEZPP – SNK za Kníničky (volby r. 2014, 2018) |
| 10. 11. 2014 – 17. 11. 2018 | Bc. Martin Žák      | SNK ED (volby r. 2006) TOP 09 (do r. 2014) BEZPP – SNK za Kníničky (volby r. 2014, 2018) |
| 17. 11. 2018 – 27. 1. 2020  | Bc. Martin Žák      | SNK ED (volby r. 2006) TOP 09 (do r. 2014) BEZPP – SNK za Kníničky (volby r. 2014, 2018) |
| 27. 1. 2020 – úřadující     | Lenka Ištvanová     | Společně pro Kníničky                                                                    |